# Björn Elgerd
Björn Erik Elgerd, född Björn Erik Bjernhed Elgerd 2 augusti 1989 i Stora Kopparbergs församling, Kopparbergs län, är en svensk skådespelare.
Elgerd har bland annat medverkat i TV-serierna Spelskandalen från 2022 och Ronja Rövardotter från 2024. Han har även medverkat i filmen Beck – Utom rimligt tvivel från 2020.

## Filmografi (i urval)
- 2019 – Fartblinda (TV-serie)
- 2020 – Beck – Utom rimligt tvivel
- 2020 – Top Dog (TV-serie)
- 2020 – Are we lost forever
- 2021 – Tunna blå linjen (TV-serie)
- 2022 – Spelskandalen (TV-serie)
- 2023 – Motståndaren
- 2024 – Ronja Rövardotter (TV-serie)
- 2025 – A Life’s Worth (TV-serie)
- 2025 – Åremorden (TV-serie)

## Teater

### Roller
| År   | Roll                   | Produktion                                | Regi         | Teater   |
| ---- | ---------------------- | ----------------------------------------- | ------------ | -------- |
| 2024 | Edgar, Gloucesters son | Kung Lear (King Lear) William Shakespeare | Falk Richter | Dramaten |